# Рухну
Ру́хну (эст. Ruhnu, швед. Runö, латыш. Roņu, рус. Руно) — небольшой остров в Рижском заливе Балтийского моря. Принадлежит Эстонии, входит в состав одноимённой волости уезда Сааремаа.

## География
Остров представляет собой надводную поверхность основной, направленной на юго-запад, подводной гряды ледникового происхождения, которая расположена в средней части Рижского залива. Площадь острова составляет 11,91 км², длина 5,5 км, ширина 3,5 км. Ближайшей к острову сухопутной точкой является курземский мыс Колка, который расположен в 37 км западнее..
Наивысшей точкой острова является холм Хаубиарре (швед. Håubjärre, эст. Haubjerre), высота которого составляет 28 метров над уровнем моря.
Мысы острова:
- южное побережье: Шустаки, Ринкс (Риндэс, Ринксу), где находится аэропорт;
- западное побережье: Хольм, Перс, Иоама;
- северное побережье: Кьюнье[3][7].

## Флора и фауна
Лес, который охватывает дюны восточной части острова, занимает 60 % его площади. Запад острова представляет собой равнину, на которой местами произрастает черная ольха. Большая часть этой равнины используется в качестве сельскохозяйственных угодий.
На острове живут олени, лисы, серые крысы, домовые мыши, жабы, ужи и т. д. Зайцы, белки, кроты, ежи и ядовитые змеи на острове отсутствуют.
В море около острова обитают пятнистые и серые тюлени. Из рыб наиболее часто встречается камбала, лосось, сиг, сельдь и угорь.

## История
Согласно археологическим исследованиям, первые люди посетили Рухну (Runo) еще в 5200 году до нашей эры. Считается, что некоторые из ранних жителей острова прибыли из Скандинавии во времена викингов. На острове в течение многих столетий  жили балтийские шведы. В августе 1944 года во время Второй мировой войны они эмигрировали в Швецию, остались лишь две семьи. Их культура хорошо сохранилась в старых церквях, летописях, шведском кладбище и местных топонимах.
Впервые остров упоминается под 1341 годом в указе курземского епископа Йоханеса. В частности, указ закреплял за шведскоговорящим населением острова право жить и управлять своими владениями по шведским законам.
В 1644 году на острове было завершено строительство церкви Святой Магдалены — самого старого деревянного строения, сохранившегося на территории Эстонии, и самой старой деревянной церкви в Прибалтике.
Как и остальная территория современной Эстонии, в течение многих лет остров Рухну был под властью разных государств. После шведского времени, с 1712 года, он входил в состав Российской империи.  
При создании национальных эстонского и латвийского государств оба претендовали на остров. Так как на побережье Эстонии находились представлявшие для рухнусцев особый интерес зоны промысла тюленей, согласно их желанию с 1919 года остров стал принадлежать Эстонии. Основными видами деятельности рухнусцев был тюлений промысел, рыболовство и земледелие. 
После того, как остров покинули шведы, сюда прибыли новые поселенцы — главным образом с островов Кихну и Сааремаа. В дальнейшем состав населения острова неоднократно менялся почти полностью.
В начале советской власти на острове был создан колхоз «Рухну», позже переименованный в «Маяк коммунизма» (эст. Kommunismi Majak). В 1958 году была построена электростанция и электрифицирована деревня, в 1960-х годах на мысе Рингсу возвели порт. 1960–1970-е годы были на острове расцветом советского периода, число жителей превысило 200 человек. Ноябрьский шторм 1969 года разрушил порт, окончательно он был восстановлен только в начале 2000-х годов. Колхоз был ликвидирован в 1970-х годах, после чего население острова уменьшилось наполовину.
После восстановления независимости Эстонии число постоянных жителей острова держится на уровне 50–60 человек.

## Описание
Рухну — популярное туристическое направление для эстонцев и латышей, а также шведских туристов и учёных, ищущих культурное наследие древних шведов. Благодаря своему географическому положению остров посещают люди, путешествующие на кораблях и яхтах из Европы в Ригу, Пярну и Курессааре. Летом остров часто входит в маршрут проводимых в открытом море регат. Здесь много природных пляжей, лучший из которых — пляж Лимо с его «поющими» очень мелкими и белыми песками. Транспортное сообщение между островом и материком летом осуществляется на основе регулярного морского сообщения, зимой (с ноября по май) единственный способ добраться до острова — по воздуху.
Интересные места на острове — частично сохранившиеся старинные здания хутора Корси, уникальный металлический маяк, построенный в 1877 году на холме холме Хаубиарре, одна из самых глубоких пробуренных скважин в Эстонии (глубина 787,4 метра) и руины советских военных сооружений. 

## Население
Наибольшая численность населения на острове была в 1842 году и составляла 389 человек (207 мужчин и 182 женщины).
Число жителей острова на 1 января 2025 года — 80 человек.